# Johann Christian Ernesti (Theologe)
Johann Christian Ernesti (* 13. Februar 1695 in Großbrüchter; † 12. Oktober 1769 in Langensalza) war ein deutscher evangelischer Theologe.

## Leben
Der Sohn des Großbrüchter Pfarrers Johann Christoph Ernesti und seiner Frau Barbara Catharina Sophia (geb. Hedenius) besuchte zunächst die Schule in Arnstadt. Nachdem er sich in Schleusingen weitergebildet hatte, begab er sich 1713 an die Universität Wittenberg. Einige Zeit setzte er seine Studien an der Universität Leipzig fort und kehrte zurück nach Wittenberg, wo er am 30. April 1716 den akademischen Grad eines Magisters erwarb.
Im Sommersemester 1716 erhielt er als Magister legens die Vorleseerlaubnis für Universitäten, wirkte als Privatdozent und wurde 1718, nach einer Disputation unter dem Vorsitz von Gottlieb Wernsdorf über das Thema De primordiis emendatae per Lutherum religionis als Adjunkt an der philosophischen Fakultät der Hochschule habilitiert. Er entschied sich jedoch für den Weg eines Theologen und ließ sich am 11. September 1722 als Diakon in Kölleda ordinieren.
Ernesti wirkte ab 1729 Pfarrer in Frohndorf und ab 1736 Pfarrer an der St.-Nicolai-Kirche in Zeitz. 1740 wurde er als Pfarrer und Superintendent nach Bad Tennstedt berufen und übernahm ab 1749 die Superintendentur in Langensalza, womit das Amt des Pfarrers an der St. Stephanikirche verbunden war. Dort wirkte er bis zu seinem Lebensende.

## Genealogie
Genealogisch wäre anzumerken, dass er zwei Mal verheiratet war. Die erste Ehe ging er am 7. September 1723 in Kölleda mit Maria Agatha († 20. August 1724), der Tochter des Weimarer Kammerrats Ernst Friedrich Vogdt, ein. Seine zweite Ehe schloss er am 17. Juli 1725 mit Johanna Dorothea (* 25. November 1703), der Tochter des Mahrkleeberger Pfarrers Friedrich Schulze. Aus erster Ehe stammt eine Tochter, aus der zweiten Ehe stammen 3 Söhne und 6 Töchter. Bekannt sind:
1. Agatha Christina Ernesti (* 8. August 1724 in Kölleda;) heiratete den Pfarrer aus Haussömmern Heinrich Friedrich Günther
2. Dorothea Christina Ernesti (* 17. September 1726 in Kölleda;)
3. Benedikt Christian Ernesti (* 8. März 1728 in Kölleda)
4. Wilhelm Christian Ernesti (* 23. Dezember 1729 in Frohndorf; † 13. Februar 1730 in Frohndorf)
5. Friederike Christiane Ernesti (* 19. Oktober 1730 in Frohndorf) verh. mit dem Bürgermeister von Langensalza Dr. Hoppe
6. Caritas Sophie Ernesti (* 22. März 1732 in Frohndorf) verh. mit dem Pfarrer von Großengottern
7. August Wilhelm Ernesti (* 26. November 1733 in Frondorf; † 29. Juli 1801 in Leipzig) Prof. der Rhetorik in Leipzig
8. Johannes Christiane Ernesti (* 18. September 1735 in Frohndorf) verh. Mit dem Diakon an der St. Stephanikirche in Langensalza Carl Gottlob Leisching
9. Johanna Ernestine Ernesti, verh. mit dem Direktor des Gymnasiums in Eisenach Eckhardt
10. Johanna Amatia Ernesti (* 10. Dezember 1739 in Zeitz)

## Werkauswahl

### Werke
- De Incommodo Ex Literatis Ephemeridibvs Capiendo. Dissertatio prior. Wittenberg 1716. (Digitalisat)
- Diss. I (Praes. J. W. Bergero) de incommodo ex litteratis ephemeridibus capiendo. Wittenberg 1716, Diss. II. Wittenberg 1716
- Diss. I et II de cunctatione eruditorum in componendis libris, ad Fab. Lib. X. cap. 4. Wittenberg 1718. (Digitalisat Diss. 1), (Diss. 2)
- Diss. de summo eruditionis fastigio. Gerdes, Wittenberg 1718. (Digitalisat)
- Die Schmalkaldischen Artikel, mit einer Vorrede von der Autorität u. Wichtigkeit derselben. Zeitz 1737

### Einzelartikel
- Beweiss, dass die Hüter des Grabes den auferstandenen Jesum nicht gesehen. In: Bartholomäi Fortsetzung von Job. Chstph. Coleri nützlichen Anmerkungen B. l. S. 443
- Anmerkung von Lutheri Ueberfetzung der Worte Judic. XX, 38. In: Bartholomäi Fortsetzung von Job. Chstph. Coleri nützlichen Anmerkungen. B. l. S. 566
- Prüfung Hrn. D. Hauber’s Harmonie der Evangelisten in den Geschichten der Auferstehung Jesu Christi. In: Bartholomäi Fortsetzung von Job. Chstph. Coleri nützlichen Anmerkungen. B. l. S. 699
- Die Lehre von der Auferstehung Jesu Christi, als der allerwichtigste Glaubensartikel der christl. Religion. In: Homiletische Vorrathskammer Th. 1, S. 870
- Die Nothwendigkeit der Auferstehung Jesu Christi. In: Homiletische Vorrathskammer Th. 1, S. 1089